# Civitella Casanova
Civitella Casanova – miejscowość i gmina we Włoszech, w regionie Abruzja, w prowincji Pescara.
Według danych na rok 2004 gminę zamieszkuje 2057 osób, 66,4 os./km².